# Josef Čihák (kněz)
Josef Čihák (1. dubna 1912, Slavětín nad Metují – 25. srpna 2003, Dolní Újezd) byl český římskokatolický kněz, politický vězeň komunistického režimu a od roku 1990 kanovník Katedrální kapituly při chrámu Svatého Ducha v Hradci Králové.

## Život
V letech 1924 až 1931 vystudoval pražské arcibiskupské gymnázium a po maturitě vstoupil do Arcibiskupského semináře v Praze. Dne 29. června 1936 přijal v katedrále sv. Ducha v Hradci Králové kněžské svěcení a poté působil jako kaplan v Chocni, administrátor v Petrovicích u Nového Bydžova a Lochenicích a farář v Dolním Újezdě.
Dne 4. dubna 1956 byl zadržen Státní bezpečností a následně odsouzen pro trestný čin sdružování proti republice k tříapůlletému trestu odnětí svobody, později byl ještě 26. února 1957 odsouzen za údajné odrazování zemědělců od společného hospodaření v JZD. Z vězení byl propuštěn až 9. května 1962 na amnestii. Než mu byl v roce 1968 navrácen státní souhlas k výkonu duchovenské činnosti, pracoval v Litomyšli nejprve jako dělník v panelárně a později jako přidavač. Plně rehabilitován byl až v roce 1991.